# بوستی (نیویورک)
بوستی، نیویورک (به انگلیسی: Busti, New York) یک سکونتگاه مسکونی در ایالات متحده آمریکا است که در شهرستان چاتاکوآ، نیویورک واقع شده‌است.

## خصوصیات
بوستی ۱۲۳٫۹۰ کیلومترمربع مساحت و ۷٬۳۵۱ نفر جمعیت دارد و ۴۴۶ متر بالاتر از سطح دریا واقع شده‌است.